# Associação Amigos do Vôlei 2022-2023
Questa voce raccoglie le informazioni riguardanti l'Associação Amigos do Vôlei nella stagione 2022-2023.

## Stagione
L'Associação Amigos do Vôlei utilizza la denominazione sponsorizzata Farma Conde/São José nella stagione 2022-23.
Partecipa alla Superliga Série A per la quinta volta, classificandosi al quinto posto in regular season: si qualifica quindi per i play-off scudetto, dove, dopo aver eliminato il BVC ai quarti di finale, esce di scena in semifinale contro il Sada, ottenendo un terzo posto finale. In Coppa del Brasile, invece, si spinge fino in finale, eliminando BVC e Minas, per poi perdere anche in questo caso contro il Sada.
In ambito locale chiude al quinto posto il Campionato Paulista, perdendo ai quarti di finale contro il BVC.

## Organigramma societario
Area direttiva
- Presidente: Ary de Almeida Godoy Neto
- Team manager: Ricardo Navajas

Area tecnica
- Allenatore: Carlos Schwanke
- Scoutman: Felipe Laurentino

Area sanitaria
- Fisioterapista: Miguel Neto

## Rosa
| N° | Nome                | Ruolo | Data di nascita   | Nazionalità sportiva |
| -- | ------------------- | ----- | ----------------- | -------------------- |
| 1  | Bruno Canuto        | S     | 2 maggio 1990     | Brasile              |
| 2  | Carlos da Silva     | O     | 30 luglio 2002    | Brasile              |
| 3  | Michel Saraiva      | C     | 9 novembre 1993   | Brasile              |
| 4  | Rogério de Carvalho | L     | 20 febbraio 1995  | Brasile              |
| 5  | Matheus Silva       | P     | 1º aprile 1997    | Brasile              |
| 6  | Michael Sánchez     | O     | 5 giugno 1986     | Cuba                 |
| 7  | Renan Gonçalves     | O     | 20 marzo 2002     | Brasile              |
| 8  | Gabriel Cotrim      | C     | 30 ottobre 1999   | Brasile              |
| 9  | Robert Täht         | S     | 15 agosto 1993    | Estonia              |
| 10 | Ian da Costa        | L     | 5 febbraio 2002   | Brasile              |
| 11 | Johan Marengoni     | C     | 10 gennaio 1995   | Brasile              |
| 12 | Rodrigo da Silva    | S     | 29 settembre 1993 | Brasile              |
| 13 | Gabriel Bieler      | P     | 15 ottobre 2002   | Brasile              |
| 14 | Douglas de Souza    | S     | 20 agosto 1995    | Brasile              |
| 15 | Jardel Silva        | S     | 4 febbraio 2002   | Brasile              |
| 16 | João Cornelsen      | C     | 21 luglio 2004    | Brasile              |
| 17 | Lucas de Souza      | S     | 3 gennaio 2002    | Brasile              |
| 18 | Gabriel da Silva    | C     | 25 giugno 2002    | Brasile              |
| 19 | Pedro Pessoa        | L     | 31 maggio 2002    | Brasile              |
| 20 | Leonardo Gonçalves  | P     | 1º febbraio 2002  | Brasile              |
| 21 | Luis Santana        | C     | 18 febbraio 2003  | Brasile              |
| 22 | Bernardo Chassot    | S     | 18 gennaio 2006   | Brasile              |
| -  | Henrique da Costa   | O     | 7 aprile 1993     | Brasile              |

## Statistiche

### Statistiche di squadra
| Competizione      | Punti | In casa | In casa | In casa | In trasferta | In trasferta | In trasferta | Totale | Totale | Totale |
| Competizione      | Punti | G       | V       | P       | G            | V            | P            | G      | V      | P      |
| ----------------- | ----- | ------- | ------- | ------- | ------------ | ------------ | ------------ | ------ | ------ | ------ |
| Superliga Série A | 39    | 13      | 9       | 4       | 13           | 9            | 4            | 26     | 18     | 8      |
| Coppa del Brasile | -     | 0       | 0       | 0       | 1            | 1            | 0            | 3      | 2      | 1      |
| Totale            | -     | 13      | 9       | 4       | 14           | 10           | 4            | 29     | 20     | 9      |

### Statistiche dei giocatori
| Giocatore      | Superliga Série A | Superliga Série A | Superliga Série A | Superliga Série A | Superliga Série A |
| Giocatore      | P                 | PT                | AV                | MV                | BV                |
| -------------- | ----------------- | ----------------- | ----------------- | ----------------- | ----------------- |
| G. Bieler      | 25                | 0                 | 0                 | 0                 | 0                 |
| B. Canuto      | 24                | 139               | 113               | 17                | 9                 |
| B. Chassot     | -                 | -                 | -                 | -                 | -                 |
| J. Cornelsen   | 1                 | 2                 | 2                 | 0                 | 0                 |
| G. Cotrim      | 13                | 25                | 19                | 4                 | 2                 |
| H. da Costa    | -                 | -                 | -                 | -                 | -                 |
| I. da Costa    | 5                 | 1                 | 0                 | 0                 | 1                 |
| C. da Silva    | 8                 | 10                | 5                 | 3                 | 2                 |
| G. da Silva    | 0                 | 0                 | 0                 | 0                 | 0                 |
| R. da Silva    | 25                | 45                | 41                | 3                 | 1                 |
| R. de Carvalho | 26                | 0                 | 0                 | 0                 | 0                 |
| D. de Souza    | 26                | 441               | 392               | 28                | 21                |
| L. de Souza    | 7                 | 3                 | 3                 | 0                 | 0                 |
| L. Gonçalves   | -                 | -                 | -                 | -                 | -                 |
| R. Gonçalves   | 0                 | 0                 | 0                 | 0                 | 0                 |
| J. Marengoni   | 26                | 176               | 115               | 48                | 13                |
| P. Pessoa      | 2                 | 0                 | 0                 | 0                 | 0                 |
| M. Sánchez     | 26                | 389               | 347               | 25                | 17                |
| L. Santana     | 2                 | 1                 | 0                 | 1                 | 0                 |
| M. Saraiva     | 25                | 253               | 168               | 71                | 14                |
| J. Silva       | 1                 | 0                 | 0                 | 0                 | 0                 |
| M. Silva       | 26                | 76                | 19                | 21                | 36                |
| R. Täht        | 12                | 126               | 101               | 7                 | 18                |

P = presenze; PT = punti totali; AV = attacchi vincenti; MV = muri vincenti; BV = battute vincenti

NB: Non sono disponibili i dati relativi alla Coppa del Brasile e, di conseguenza, quelli totali.